# Martin Walser

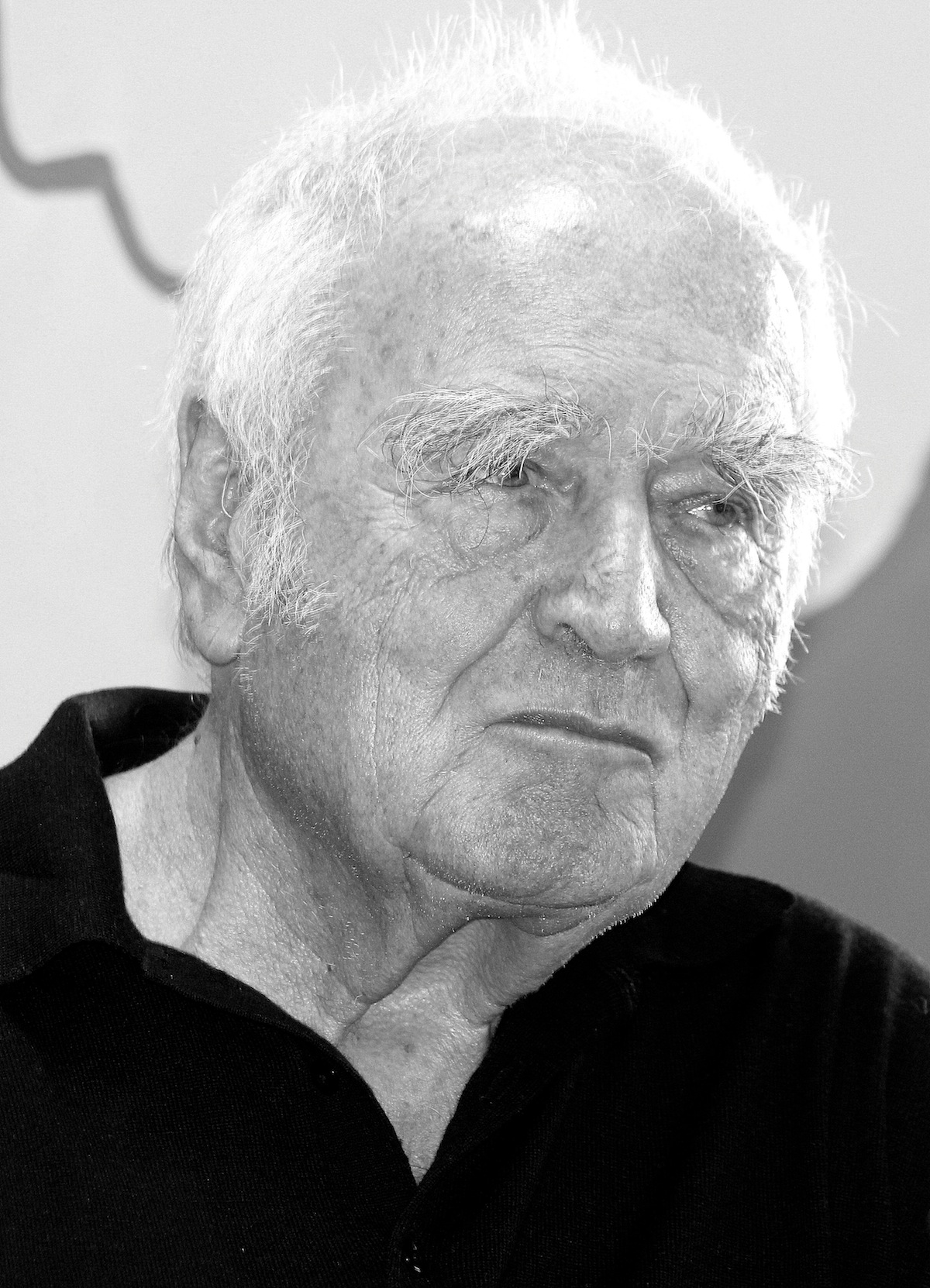
Martin Walser (2013)

Martin Johannes Walser (* 24. März 1927 in Wasserburg (Bodensee); † 26. Juli 2023 in Überlingen) war ein deutscher Schriftsteller. Bekannt wurde er durch seine Darstellung innerer Konflikte der Antihelden in seinen Romanen und Erzählungen.

## Leben

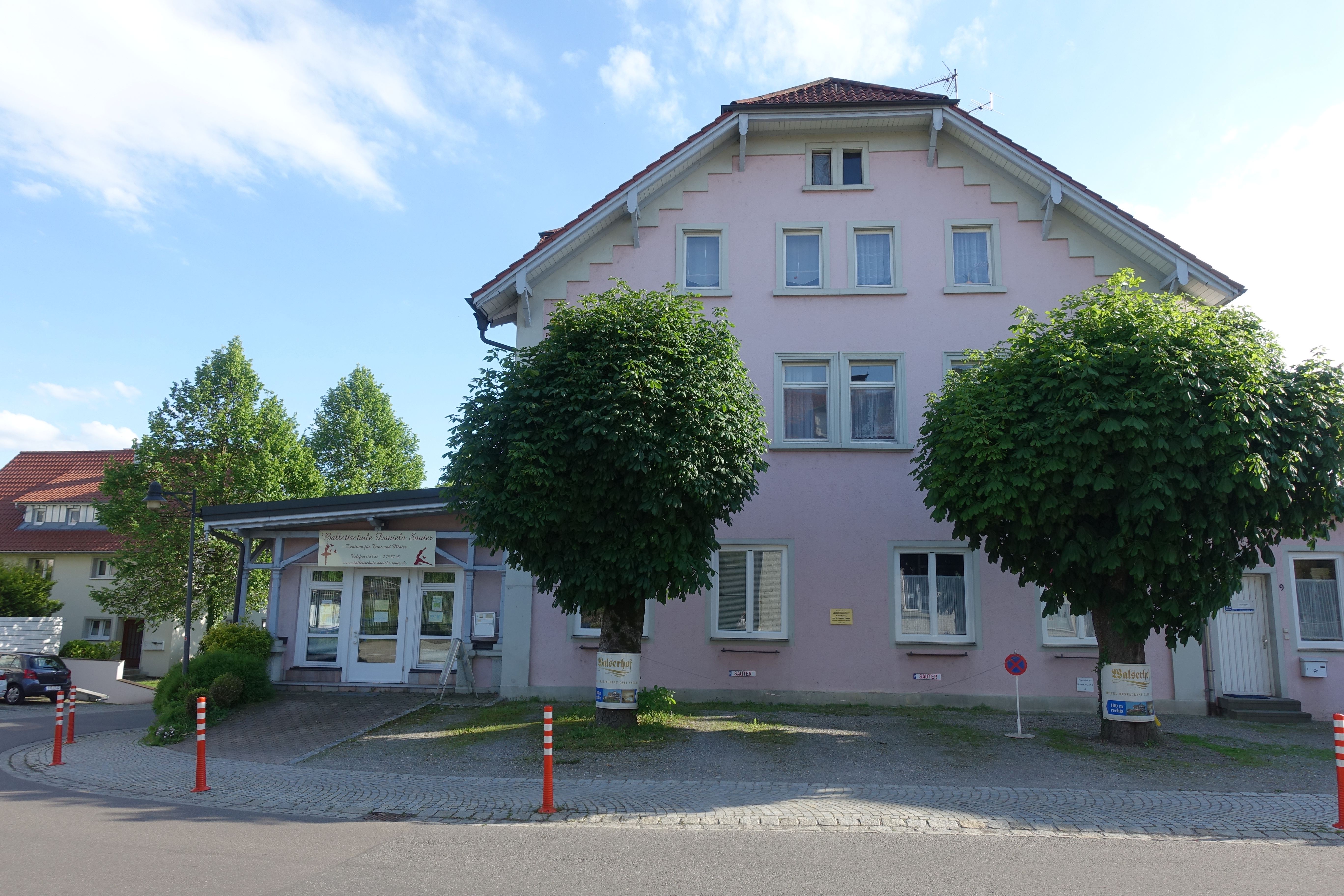
Martin Walsers Geburtshaus am Bahnhof in Wasserburg am Bodensee (2017)

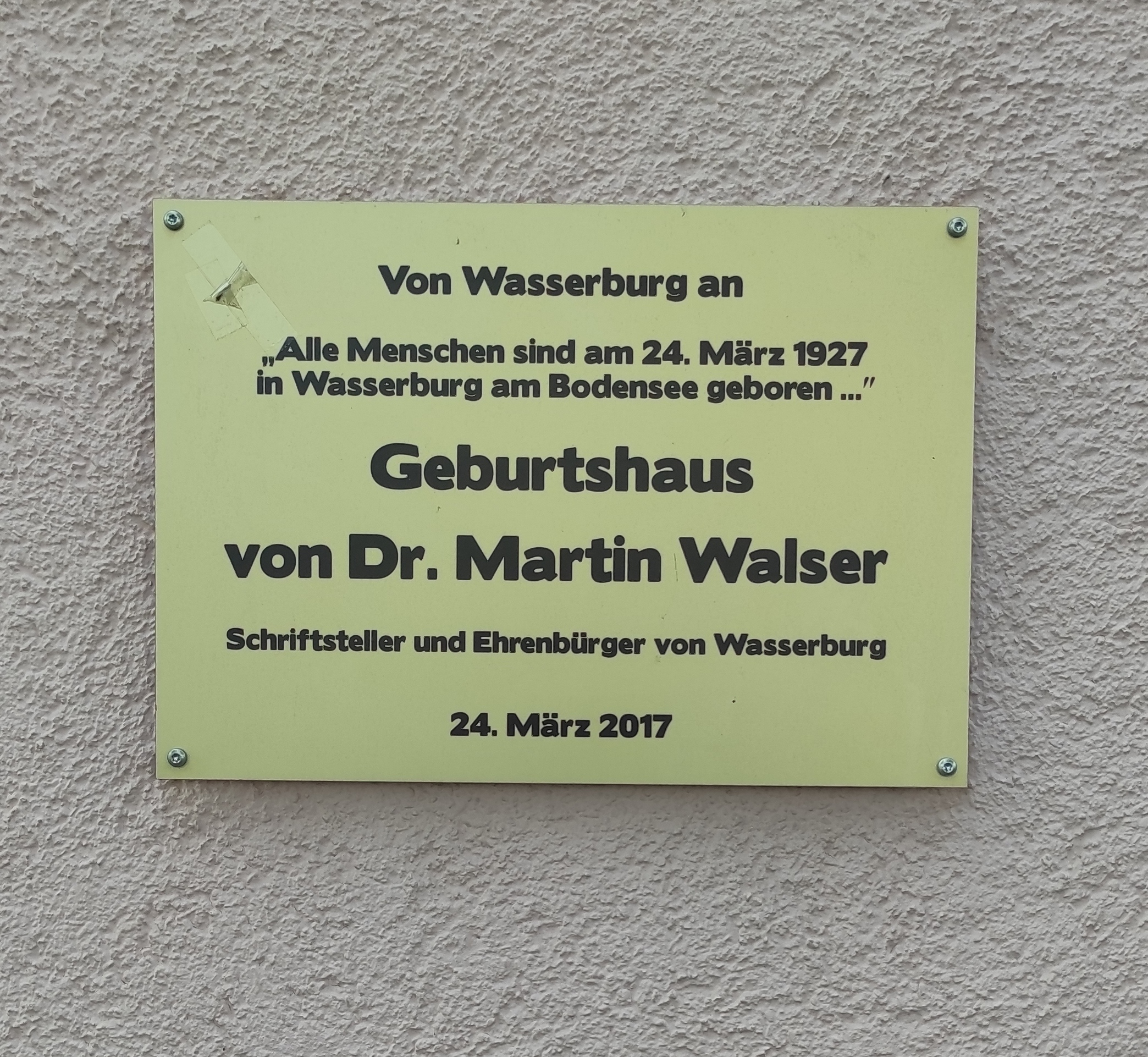
Plakette am Geburtshaus von Martin Walser in Wasserburg

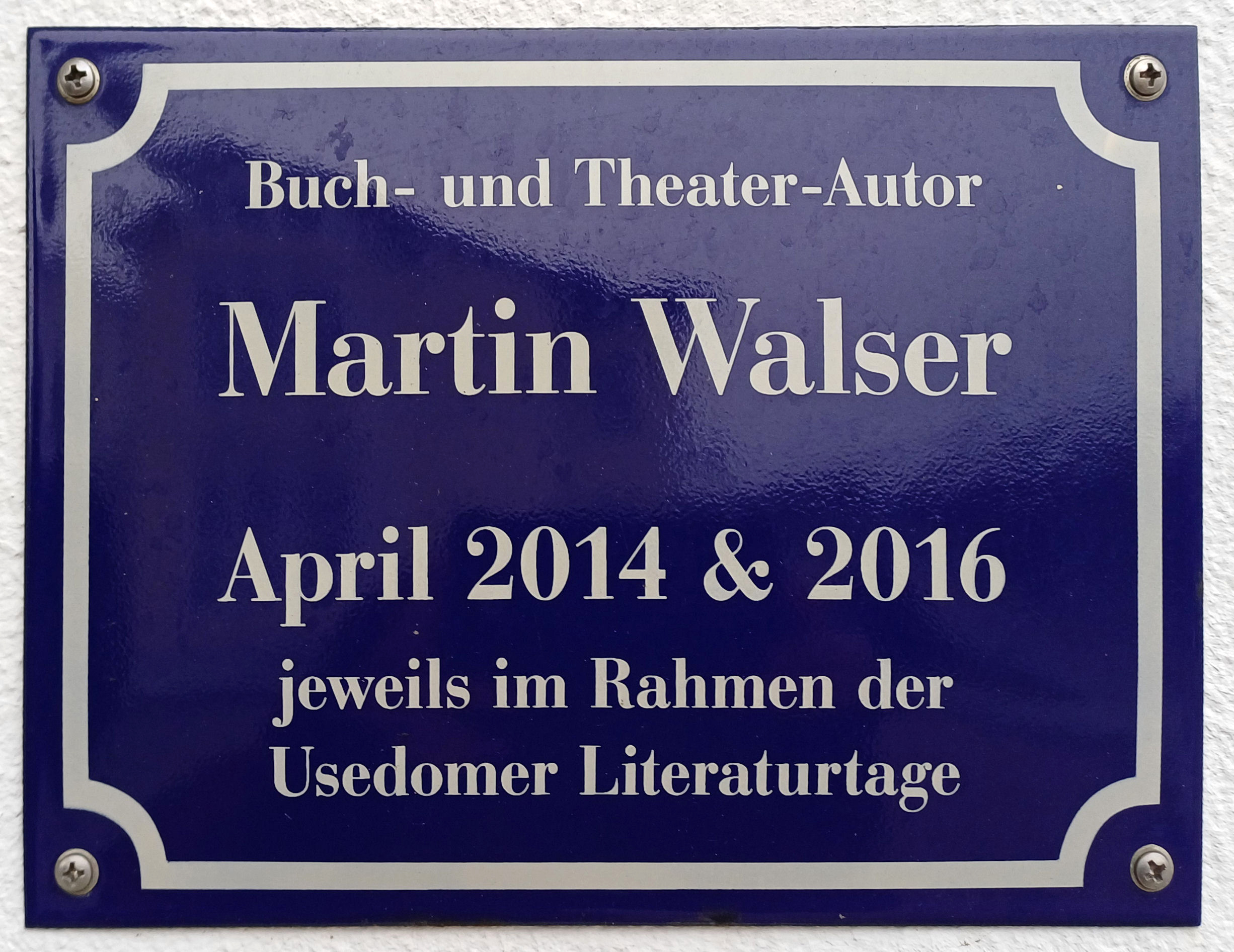
Gedenktafel in Heringsdorf

Martin Walsers Eltern, der Gastwirt Martin Walser und dessen Ehefrau, eine geborene Schmid, betrieben die Bahnhofsrestauration und eine Kohlenhandlung in Wasserburg am Bodensee. Das Milieu seiner Kindheit wird im Roman Ein springender Brunnen geschildert. 1938 bis 1943 besuchte er die Oberschule bzw. Oberrealschule in Lindau; dann wurde er als Flakhelfer eingezogen und leistete von 1944 bis 1945 Wehrdienst. Am 30. Januar 1944 beantragte Walser die Aufnahme in die NSDAP und wurde zum 20. April desselben Jahres aufgenommen (Mitgliedsnummer 9.742.136). Walser bestritt entschieden, jemals einen Aufnahmeantrag ausgefüllt zu haben, allerdings war nach aktuellem Forschungsstand eine Aufnahme ohne eigenes Zutun nicht möglich. Nach dem Reichsarbeitsdienst erlebte er das Ende des Zweiten Weltkrieges als Soldat der Wehrmacht.
Nach Kriegsende machte er 1946 in Lindau am Bodensee-Gymnasium das Abitur. Er war katholisch und studierte an der Philosophisch-theologischen Hochschule Regensburg und von 1948 bis 1951 an der Eberhard Karls Universität Tübingen Literaturwissenschaft, Geschichte und Philosophie. 1950 heiratete er Katharina „Käthe“ Neuner-Jehle, geborene Jehle. Aus dieser Ehe gingen die Töchter Franziska, Katharina-Johanna, Alissa und Theresia hervor. Mit Maria Carlsson, der damaligen Lebensgefährtin und späteren Ehefrau des Spiegel-Gründers Rudolf Augstein, hatte er außerdem den Sohn Jakob Augstein. 2009 gab Jakob Augstein bekannt, dass Walser sein leiblicher Vater sei, was er 2002 nach dem Tod von Rudolf Augstein durch seine Mutter erfahren hatte. Walser und Augstein trafen sich seither häufig. Über die späte Vaterschaft merkte Walser 2017 an: „Ich hab nur gemerkt, dass diese Besuchsvaterschaft ein Immer-zu-wenig war“. Er war zudem Schwiegervater des Schriftstellers Sascha Anderson, der mit seiner Tochter Alissa verheiratet ist, und des Schauspielers Edgar Selge, des Ehemannes seiner ältesten Tochter Franziska.
Während des Studiums begann Walser 1949, für den neu gegründeten Süddeutschen Rundfunk (SDR) als Reporter zu arbeiten und Hörspiele zu schreiben. Eine zwischenzeitliche Festanstellung beim SDR ermöglichte ihm 1951 die Promotion zum Dr. phil. in Tübingen mit einer Dissertation über Franz Kafka.
Zusammen mit Helmut Jedele bildete er den Kern der „Genietruppe“ des Stuttgarter Hörfunks und baute als freier Mitarbeiter den Fernsehbereich des Senders mit auf. Er führte Hörspielregie und wirkte 1953 am Buch der ersten Fernsehfilmproduktion des deutschen Nachkriegsfernsehens mit. Parallel dazu vertiefte er als Rundfunkredakteur und Autor seine Kontakte zur Literaturszene.
Ab 1953 wurde Walser regelmäßig zu den Tagungen der Gruppe 47 eingeladen, die ihn 1955 für die Erzählung Templones Ende auszeichnete. Sein erster Roman Ehen in Philippsburg erschien 1957 und wurde ein großer Erfolg. Walser lebte von da an mit seiner Familie als freier Schriftsteller erst in Friedrichshafen und dann in Nußdorf am Bodensee.
In den 1960er-Jahren setzte sich Walser, wie Günter Grass und andere, vor allem linke Intellektuelle, für die Wahl von Willy Brandt zum Bundeskanzler ein. 1964 war er Zuhörer beim Auschwitz-Prozess in Frankfurt. Er engagierte sich gegen den Vietnamkrieg. Er reiste nach Moskau und galt (auch seinem Verleger Siegfried Unseld) in den 1960er- und 1970er-Jahren als Sympathisant der Deutschen Kommunistischen Partei, der er aber nie als Mitglied angehörte. Er war mit Ernst Bloch, Robert Steigerwald u. a. befreundet. Im Jahr 1973 war er in den USA Gastdozent des Middlebury College in Vermont und der Universität Austin, 1976 Gastdozent der West Virginia University in Morgantown (West Virginia). 1988 hielt Walser im Rahmen der Reihe Reden über das eigene Land eine Rede, in der er deutlich machte, dass er die deutsche Teilung als schmerzende Lücke empfand, mit der er sich nicht abfinden wollte. Diesen Stoff machte er auch zum Thema seiner Erzählung Dorle und Wolf. Auch wenn Walser ausdrücklich betonte, dass sich seine Haltung über die Zeit nicht verändert habe, sprechen einige Beobachter von einem Sinneswandel des Autors.
Eine in Verlagsverträgen ungewöhnliche Klausel ermöglichte es Walser, nach dem Tod von Siegfried Unseld mit allen seinen Werken 2004 vom Suhrkamp Verlag zum Rowohlt Verlag zu wechseln. Insbesondere spielte laut eigener Aussage dabei die fehlende Positionierung des Verlags im Streit um seinen umstrittenen Roman Tod eines Kritikers eine Rolle. Walser hatte in diesem Zusammenhang den Literaturkritiker Marcel Reich-Ranicki einerseits als Person und andererseits als Symbol einer angeblich unredlichen Kulturszene angegriffen. Unter anderen Frank Schirrmacher kritisierte diesbezüglich ein „Spiel mit antisemitischen Klischees“.
Walser war Mitglied der Akademie der Künste in Berlin, der Sächsischen Akademie der Künste, der Deutschen Akademie für Sprache und Dichtung in Darmstadt und des PEN-Zentrums Deutschland.
Im Jahr 2007 gab Walser einen Großteil seiner Manuskripte als Vorlass an das Deutsche Literaturarchiv Marbach. Teile davon sind im Literaturmuseum der Moderne in Marbach in der Dauerausstellung zu sehen, dazu gehören die Manuskripte von Ehen in Philippsburg, Das Einhorn und Ein springender Brunnen.
Im Juli 2022 überließ Walser den aus Entwürfen, Manuskripten und Übersetzungen seiner erzählerischen, dramatischen und essayistischen Werke sowie 75 Tagebüchern bestehenden Vorlass dem Deutschen Literaturarchiv.
Das Literaturhaus München zeigte 2005 die von Armin Kratzert und Jörg Magenau kuratierte Ausstellung „Martin Walser. Nichts ist ohne sein Gegenteil wahr“. Anlässlich Walsers 75. Geburtstag im Jahr 2002 wurde die Dokumentation Martin Walser – Eine Deutschlandreise ausgestrahlt. Zu seinem 85. Geburtstag im Jahr 2012 folgte die Dokumentation Martin Walser – Ein Leben für Alle und Keinen. Zu Walsers 90. Geburtstag sendete die ARD die 90-minütige Dokumentation Mein Diesseits – Unterwegs mit Martin Walser (Buch und Regie Frank Hertweck), in der Denis Scheck gemeinsam mit Walser die wichtigen am Bodensee gelegenen Stationen dessen Lebens besucht, wie etwa sein Geburtshaus, das heute eine Ballettschule ist.
Er war Erstunterzeichner des in der Zeitschrift Emma veröffentlichten offenen Briefs an Bundeskanzler Scholz vom 29. April 2022, der sich aus Sorge vor einem Dritten Weltkrieg im Kontext des Ukraine-Konflikts gegen Waffenlieferungen an die Ukraine ausspricht.
Walser war bis zuletzt unermüdlich produktiv. Auch in seinem letzten Lebensabschnitt „legte er Jahr für Jahr einen neuen Roman vor.“ Martin Walser starb am 26. Juli 2023 im Alter von 96 Jahren in seinem Zuhause in Nußdorf, einem Stadtteil von Überlingen am Bodensee. Er wurde am 31. Juli 2023 in seinem Geburtsort Wasserburg auf dem Pfarrfriedhof an der Sankt-Georgs-Kirche beigesetzt.
Während der Gedenkfeier in Stuttgart zu seinen Ehren erinnerte sein Freund Arnold Stadler daran, dass Walser es, vor allem in seinem letzten Lebensabschnitt, nicht mit Ideologien, sondern mit dem Humanisten Sebastian Castellio gehalten habe: „Einen Menschen töten heisst nicht eine Lehre verteidigen, sondern einen Menschen töten.“

## Literarisches Werk

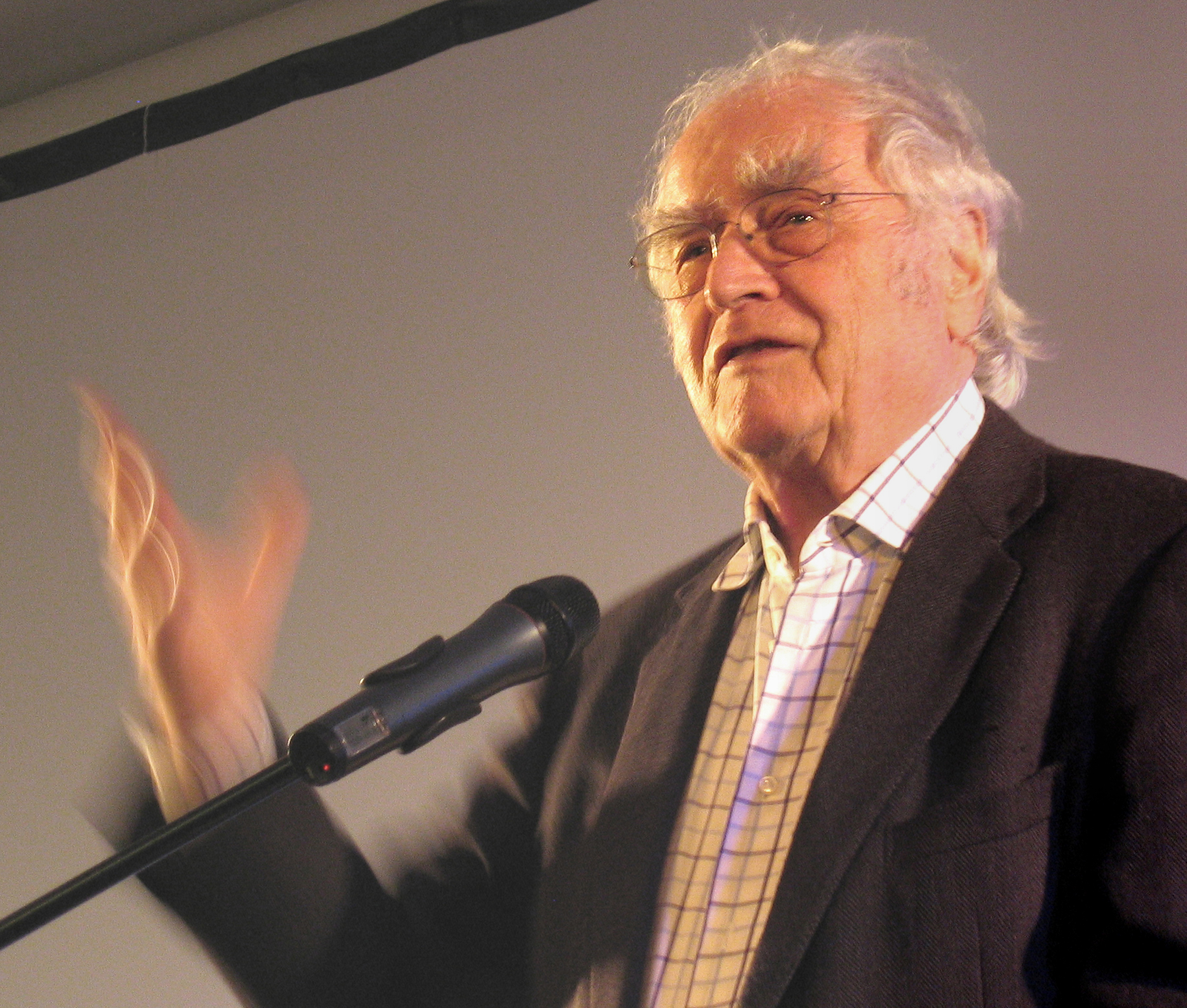
Martin Walser (2008)

Ein immer wiederkehrendes Motiv Walsers ist das Scheitern am Leben: Seine Helden sind den Anforderungen, die ihre Mitmenschen an sie oder sie selbst an sich stellen, nicht gewachsen; der innere Konflikt, den sie deswegen mit sich austragen, findet sich in allen großen Walser-Romanen wieder. Dass die Kämpfe nur in der Seele seiner Helden brodeln, während die äußere Handlung meist Nebensache bleibt, macht Martin Walser zu einem typischen Vertreter der deutschen Nachkriegsliteratur (wie Heinrich Böll, Peter Handke oder Siegfried Lenz) und setzt ihn in Gegensatz zur angelsächsischen Literaturtradition, in der das Vorantreiben einer äußeren Handlung weit bedeutender ist.
„Immer hat Walser betont, dass sein Welt- und Menschenbild in seinen Romanen zur vollen und letzten Gültigkeit gediehen sei, nicht in seinen politischen Plädoyers und Meinungskundgebungen“, so Martin Krumbholz in einem Nachruf auf Walser. Dennoch seien die vielen Aufsätze nicht aus dem Werk Walsers wegzudenken, gehörten sie doch dank ihrem Scharfsinn und ihrer Brillanz, verbunden mit der ihnen eigenen Argumentationslust sogar zum Kernbestand.
Auch am Theater hatte Walser Erfolg. Bereits sein erstes Stück Der Abstecher hatte in den 1960er-Jahren über fünfzig Inszenierungen. Eiche und Angora war eine erste künstlerische Auseinandersetzung Walsers mit der Zeit des Nationalsozialismus. Wie in der schwäbischen Groteske laut Hellmuth Karasek „mit dem Entsetzen Scherz getrieben“ wurde, führte zu einer kontroversen Aufnahme in der Kritik, jedoch auch zu einem ersten internationalen Theatererfolg in Wien, Zürich, Basel, Rotterdam, Skopje, Edinburgh und über ein Jahr lang ununterbrochen in Paris.
Marcel Reich-Ranicki lobte den Autor im September 1963 mit den Worten: „Walsers frühe Geschichten sind zeitkritische Diagnosen und Proteste gegen einen Zustand, der das Individuum an seiner Entfaltung hindert, es verkümmern läßt und zugrunde richtet. Dies gilt ebenso für Walsers spätere Prosa. Wenn auch mit anderen Mitteln, so demonstriert er immer wieder an den Schicksalen verschiedener Gestalten die Absurdität eines Daseins, in dem der Mut eines Sparkassenräubers eigentlich für jeden Beruf unentbehrlich wird. Und er tut dies in dem Bewußtsein der eigenen Ohnmacht.“
Iris Radisch bescheinigte Walser in ihrem Nachruf für Die Zeit „mit seiner Mixtur aus kleinbürgerlichem Strebertum, Tief- und Eigensinn plus höherem Klamauk eine literarische Tiefenbohrung kleindeutscher Gefühlslagen, die auch in dieser Liga absolut einmalig war.“ Als Walser-Romane, die man „unbedingt irgendwann einmal im Leben“ gelesen haben sollte, empfahl sie Ehen in Philippsburg, Halbzeit, Seelenarbeit, Brandung, Die Verteidigung der Kindheit und Ein springender Brunnen.

## Kontroversen
„Je subjektiver wir formulieren, desto wertvoller werden wir für die übrige Welt“, findet Edgar Selge in einem Nachruf auf seinen Schwiegervater Martin Walser. „Walsers Kampf um die ungeteilte eigene Wahrnehmung und ihre Veröffentlichung ist das größte Geschenk, das er uns gemacht hat. Und das Wetterleuchten, das seine Provokationen erzeugten, wird anhalten, solange es seine Interviews und Dokumentarfilme, solange es seine Bücher gibt.“

### Streit mit der Deutschen Bank
Im Vorfeld eines Prozesses, den der Aufsichtsratsvorsitzende der Deutschen Bank Hermann Josef Abs gegen den DDR-Historiker Eberhard Czichon und dessen westdeutschen Verleger Manfred Pahl-Rugenstein wegen mehrerer falscher Tatsachenbehauptungen zu Abs’ Tätigkeit während der Zeit des Nationalsozialismus führte, veröffentlichte Walser am 24. August 1970 im Spiegel eine ausführliche Rezension der Festschrift zum hundertjährigen Bestehen der Bank.
Darin empfahl er Czichons Buch, rechtfertigte die Theorie des Staatsmonopolistischen Kapitalismus und kritisierte, dass die Festschrift die demokratisch nicht legitimierte Macht der Bank verharmlose: „Ist die Deutsche Bank naiv?“ Die Presseabteilung der Deutschen Bank erzwang eine Gegendarstellung.
Am 14. September 1970 polemisierte das Vorstandsmitglied Wilhelm Vallenthin, ein 1909 geborener Jurist aus Hamburg, unter der Überschrift Ist Martin Walser naiv? dagegen, dass dieser sich über die Kontinuität der Banktätigkeit über alle Regimewechsel der deutschen Geschichte hinweg mokiert hatte: Eine Bank sei nun einmal ein Dienstleistungsunternehmen, das bei einem Regierungswechsel ja wohl nicht seine Tätigkeit einstellen könne. Walsers Darstellung sei „Leninismus reinsten Wassers“, eine Verständigung mit ihm sei daher nicht möglich.

### Paulskirchenrede 1998
Als Walser anlässlich der Verleihung des Friedenspreises des deutschen Buchhandels am 11. Oktober 1998 in der Frankfurter Paulskirche eine Rede hielt, in der er eine „Instrumentalisierung des Holocaust“ ablehnte, kam es zu kontroversen Diskussionen und teilweise auch zu Protesten.

„Jeder kennt unsere geschichtliche Last, die unvergängliche Schande, kein Tag, an dem sie uns nicht vorgehalten wird. Könnte es sein, daß die Intellektuellen, die sie uns vorhalten, dadurch, daß sie uns die Schande vorhalten, eine Sekunde lang der Illusion verfallen, sie hätten sich, weil sie wieder im grausamen Erinnerungsdienst gearbeitet haben, ein wenig entschuldigt, seien für einen Augenblick sogar näher bei den Opfern als bei den Tätern? Eine momentane Milderung der unerbittlichen Entgegengesetztheit von Tätern und Opfern. Ich habe es nie für möglich gehalten, die Seite der Beschuldigten zu verlassen. Manchmal, wenn ich nirgends mehr hinschauen kann, ohne von einer Beschuldigung attackiert zu werden, muß ich mir zu meiner Entlastung einreden, in den Medien sei auch eine Routine des Beschuldigens entstanden. Von den schlimmsten Filmsequenzen aus Konzentrationslagern habe ich bestimmt schon zwanzigmal weggeschaut. Kein ernstzunehmender Mensch leugnet Auschwitz; kein noch zurechnungsfähiger Mensch deutelt an der Grauenhaftigkeit von Auschwitz herum; wenn mir aber jeden Tag in den Medien diese Vergangenheit vorgehalten wird, merke ich, daß sich in mir etwas gegen diese Dauerpräsentation unserer Schande wehrt. Anstatt dankbar zu sein für die unaufhörliche Präsentation unserer Schande, fange ich an wegzuschauen. Ich möchte verstehen, warum in diesem Jahrzehnt die Vergangenheit präsentiert wird wie noch nie zuvor. Wenn ich merke, daß sich in mir etwas dagegen wehrt, versuche ich, die Vorhaltung unserer Schande auf die Motive hin abzuhören, und bin fast froh, wenn ich glaube, entdecken zu können, daß öfter nicht mehr das Gedenken, das Nichtvergessendürfen das Motiv ist, sondern die Instrumentalisierung unserer Schande zu gegenwärtigen Zwecken. Immer guten Zwecken, ehrenwerten. Aber doch Instrumentalisierung. […] Auschwitz eignet sich nicht dafür, Drohroutine zu werden, jederzeit einsetzbares Einschüchterungsmittel oder Moralkeule oder auch nur Pflichtübung. Was durch Ritualisierung zustande kommt, ist von der Qualität des Lippengebets […].“

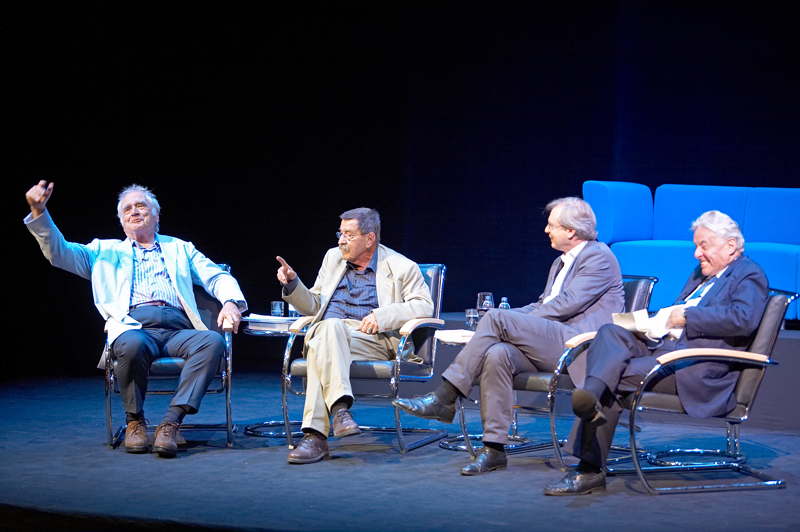
Beim Treffen der Gruppe 47 (2007)

Die von manchen als sprachlich kompliziert empfundenen Äußerungen Walsers wurden oft wie folgt interpretiert: Die nationalsozialistischen Verbrechen würden von einigen Leuten dazu missbraucht, politische und finanzielle Forderungen gegen Deutschland zu stützen. Auch fühle derjenige, der ständig diese Verbrechen thematisiert, sich den Mitmenschen moralisch überlegen. Der Themenkomplex Auschwitz dürfe aber nicht zur „Moralkeule“ verkommen, gerade wegen seiner großen Bedeutung. Die Rede wurde auch als Reaktion auf die Kritik Marcel Reich-Ranickis an Walsers Buch Ein springender Brunnen gewertet. Reich-Ranicki hatte bemängelt, dass Auschwitz in dem Buch, dessen Handlung in der NS-Zeit spielte, nicht erwähnt werde.
Walser hatte in seiner Rede auch die Begnadigung des verurteilten DDR-Spions Rainer Rupp gefordert. Dies wertete Lars Rensmann als Teil der von Walser propagierten „nationalen Selbstversöhnung“ der Deutschen.
Nach Walsers Rede war im Anschluss allgemein von den Anwesenden stehend applaudiert worden, mit Ausnahme des Vorsitzenden des Zentralrates der Juden in Deutschland Ignatz Bubis, dessen Frau Ida und Friedrich Schorlemmers. Bubis warf Walser später vor, „wegsehen“ zu wollen, und bezeichnete die Rede als „geistige Brandstiftung“. Letzteres nahm Bubis später zurück. Ferner wurde Walser vorgeworfen, dass rechte Revisionisten, die dieses brisante Thema abblocken wollten, sich auf ihn berufen würden. Walser hielt dieser Kritik entgegen, dass er keine politische Instrumentalisierung seiner „sehr persönlichen Ansicht“ beabsichtige und nur von seinem subjektiven Empfinden gesprochen habe.
Bei einem im Dezember 1998 von der FAZ organisierten Treffen mit Bubis erhob Walser den Vorwurf der „Dauerpräsentation unserer Schande“ und eines „grausamen Erinnerungsdienst[es]“ nicht mehr gegen „Meinungssoldaten“ und „die Medien“, sondern (laut Matthias N. Lorenz) gegen die Opfergruppe selbst. Walser sagte an Bubis’ Adresse gerichtet, „ich war in diesem Feld (= der bundesrepublikanischen Aufarbeitung der Vergangenheit) beschäftigt, da waren Sie noch mit ganz anderen Dingen beschäftigt.“ Ferner bezeichnete Walser Bubis’ Äußerungen zu den rechtsextremen und rassistischen Übergriffen in Deutschland Anfang der 1990er-Jahre als „sofort zurückgebunden an 1933“.
2015 erklärte er in einem Spiegel-Interview, er habe nicht eine Instrumentalisierung von Auschwitz im deutsch-jüdischen Verhältnis gemeint, sondern eine in der deutschen Tagespolitik, so wie sie z. B. von Günter Grass in seiner Ablehnung der Deutschen Wiedervereinigung oder von Joschka Fischer in seiner Befürwortung der deutschen Intervention im Kosovokrieg praktiziert wurde. Er bedauerte, die Rede so gehalten und Bubis damit getroffen zu haben.
Im Januar 2017 hielt der Vorsitzende der AfD Thüringen Björn Höcke eine Rede im Ballhaus Watzke in Dresden, in der er sagte: „Wir Deutschen […] sind das einzige Volk der Welt, das sich ein Denkmal der Schande in das Herz seiner Hauptstadt gepflanzt hat.“ Anschließend forderte Höcke eine „erinnerungspolitische Wende um 180 Grad“. Die Rede löste in Medien und Politik Protest und heftige Reaktionen aus. Detlef Esslinger schrieb in der Süddeutschen Zeitung: „Genau das ist der Unterschied zu Martin Walsers Paulskirchen-Rede von 1998, in deren Kontinuität Höcke sich stellt.
Walser erkannte damals ,unsere unvergängliche Schande‘ wenigstens an, bevor er gegen die Erinnerungskultur polemisierte.“ Der Sozial- und Politikwissenschaftler Samuel Salzborn meinte 2018, Martin Walser habe in seiner Paulskirchen-Rede „etwas ganz Ähnliches gesagt, was Björn Höcke mittlerweile auch formuliert“, wofür Höcke jedoch „zu Recht scharf kritisiert“ worden sei, wohingegen die Reaktionen auf Walsers Rede „eher ambivalent“ gewesen seien.

### Haltung zum Judentum
Nach den Debatten um die Paulskirchenrede wurde die angebliche oder tatsächliche Zuwendung Walsers zur „bürgerlichen“ Seite erneut zum öffentlichen Thema, als er bei der Klausurtagung der CSU in Wildbad Kreuth als Gastredner auftrat. Als er in seinem 2002 erschienenen Schlüsselroman Tod eines Kritikers den Literaturkritiker Marcel Reich-Ranicki einerseits als Person und andererseits als Symbol einer angeblich unredlichen Kulturszene kritisierte, gab es Proteste. Frank Schirrmacher kritisierte daraufhin sein „Spiel mit antisemitischen Klischees“. Reich-Ranicki kommentierte im Mai 2010 in einem Interview des Spiegel:

„Ich halte ihn nicht für einen Antisemiten. Aber es ist ihm wichtig, darauf hinzuweisen, dass der Kritiker, der ihn angeblich am meisten gequält hat, auch noch Jude ist. Er rechnet damit, dass ihm sein Publikum darin folgt. Sehen Sie, es hat von Grass nie eine antisemitische Zeile oder Bemerkung gegeben, keine einzige. Und über dessen Bücher habe ich gewiss nicht nur positiv geschrieben.“

Der Kulturwissenschaftler Matthias N. Lorenz hat Walsers Lebenswerk in seiner Dissertation „Auschwitz drängt uns auf einen Fleck“ auf die Darstellung von Juden bzw. den Auschwitzdiskurs untersucht. In seiner Arbeit dokumentiert er das durchgängige Vorkommen der bekannten antisemitischen Stereotype. Das Leiden der Juden werde deutlich dem Leid „Deutscher“ gleichgestellt. Häufig finde sich die einfühlsame Darstellung Deutscher, die sich als „Verlierer der Geschichte“ fühlten: würdelos, stigmatisiert, ihrer Identität beraubt.

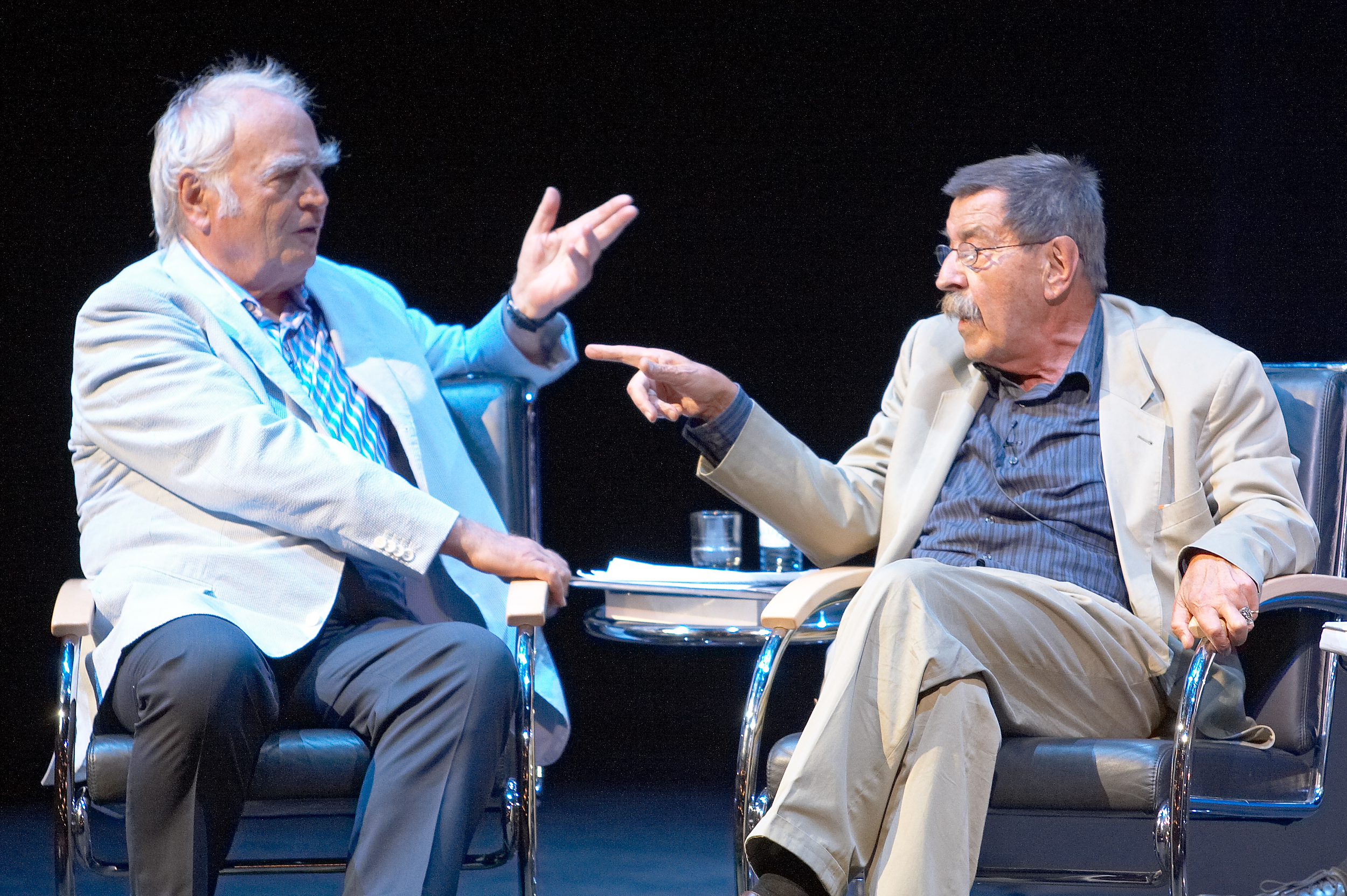
Martin Walser und Günter Grass, Literarisches Gipfeltreffen, Gruppe 47 (2007)

Das Holocaust-Mahnmal in Berlin wurde von Walser während der Planungsphase abwertend als „fußballfeldgroßer Albtraum im Herzen der Hauptstadt“ und „Kranzabwurfstelle“ bezeichnet; nach der Fertigstellung dagegen äußerte er sich positiv zum Denkmal.

### Antiziganismus
Auch antiziganistische Positionierungen werden Walser vorgeworfen. Im Mittelpunkt steht das von ihm gemeinsam mit Asta Scheib verfasste Drehbuch zu dem zweiten Tatort des Hamburger Ermittler-Duos Stoever und Brockmöller Armer Nanosh aus dem Jahr 1989. Armer Nanosh wurde wegen antiziganistischer Klischees kontrovers diskutiert sowie wegen der These, die Naziverbrechen seien eine größere Bürde für die Nachfahren der Täter als für die der Opfer. Ortmeyer erwähnt auch einen Hinweis Günter Amendts: „nach einer Europa-Tournee des jüdischen Sängers und Lyrikers Bob Dylan [habe Walser] in der Redaktion der Zeitschrift »Konkret« gefragt, was denn an diesem »herumzigeunernden Israeliten« so besonders wäre“.

## Werke (Auswahl)

### Originalausgaben
- Beschreibung einer Form. Versuch über die epische Dichtung Franz Kafkas. Dissertation an der Universität Tübingen 9. Februar 1952 (DNB 480348650).
- Ein Flugzeug über dem Haus und andere Geschichten. Suhrkamp, Frankfurt am Main 1955.
- Ehen in Philippsburg. Roman. Suhrkamp, Frankfurt am Main 1957.
- Halbzeit. Roman. Suhrkamp, Frankfurt am Main 1960. (erster Band der Anselm-Kristlein-Trilogie)
- Beschreibung einer Form. Essay. 1961
- als Herausgeber: Die Alternative oder Brauchen wir eine neue Regierung? Rowohlt Taschenbuch, 1961.
- Eiche und Angora. Eine deutsche Chronik. Suhrkamp, Frankfurt am Main 1962.
- Lügengeschichten (= es. 81). Suhrkamp, Frankfurt am Main 1964.
- Erfahrungen und Leseerfahrungen (= es. 109). Suhrkamp, Frankfurt am Main 1965.
- Drei Stücke. Aufbau-Verlag, Berlin/Weimar 1965.
- Das Einhorn. Roman. Suhrkamp, Frankfurt am Main 1966. (zweiter Band der Anselm-Kristlein-Trilogie, Platz 1 der Spiegel-Bestsellerliste vom 3. bis zum 16. Oktober 1966).
- Heimatkunde. Aufsätze und Reden (= es. Band 269). Suhrkamp, Frankfurt am Main 1968.
- mit Chargesheimer: Theater! Theater! 1968.
- Fiction. Erzählung. Suhrkamp, Frankfurt am Main 1970.
- Die Gallistl’sche Krankheit. Roman. Suhrkamp, Frankfurt am Main 1972.
- Der Sturz. Roman. Suhrkamp, Frankfurt am Main 1973, ISBN 3-518-04627-6. (dritter Band der Anselm-Kristlein-Trilogie)
- Jenseits der Liebe. Roman. Suhrkamp, Frankfurt am Main 1976, ISBN 3-518-04619-5.
- Ein fliehendes Pferd. Novelle. Suhrkamp, Frankfurt am Main 1978.
- Seelenarbeit. Roman. Suhrkamp, Frankfurt am Main 1983 , ISBN 3-518-37401-X.
- Das Schwanenhaus. Roman. Suhrkamp, Frankfurt am Main 1982 , ISBN 3-518-37300-5.
- Selbstbewußtsein und Ironie. Frankfurter Vorlesungen (= es. Band 1090). Suhrkamp, Frankfurt am Main 1981, ISBN 3-518-11090-X.
- Gefahrvoller Aufenthalt. Erzählungen. Verlag Philipp Reclam jun. Leipzig 1982.
- Brief an Lord Liszt. Roman. Suhrkamp, Frankfurt am Main 1982, ISBN 3-518-04632-2.
- Liebeserklärungen. Suhrkamp, Frankfurt am Main 1983, ISBN 3-518-04521-0.
- Brandung. Roman. Suhrkamp, Frankfurt am Main 1985, ISBN 3-518-03570-3. Lizenzausgabe für den Aufbau-Verlag, Berlin/Weimar 1986.
- Meßmers Gedanken. Erzählungen. Suhrkamp, Frankfurt am Main 1985, ISBN 3-518-03222-4.
- Geständnis auf Raten (= es. 1374). Suhrkamp, Frankfurt am Main 1986, ISBN 3-518-11374-7.
- mit André Ficus: Die Amerikareise. Versuch, ein Gefühl zu verstehen. Kunstverlag Weingarten, 1986, ISBN 3-8170-3001-0.
- Dorle und Wolf. Eine Novelle. Suhrkamp, Frankfurt am Main 1987, ISBN 3-518-02668-2.
- Jagd. Roman. Suhrkamp, Frankfurt am Main 1988, ISBN 3-518-40130-0.
- Über Deutschland reden (= es. 1553). Suhrkamp, Frankfurt am Main 1988, ISBN 3-518-11553-7.
- Die Verteidigung der Kindheit. Roman. Suhrkamp, Frankfurt am Main 1991, ISBN 3-518-40380-X.
- Ohne einander. Roman. Suhrkamp, Frankfurt am Main 1993, ISBN 3-518-40542-X.

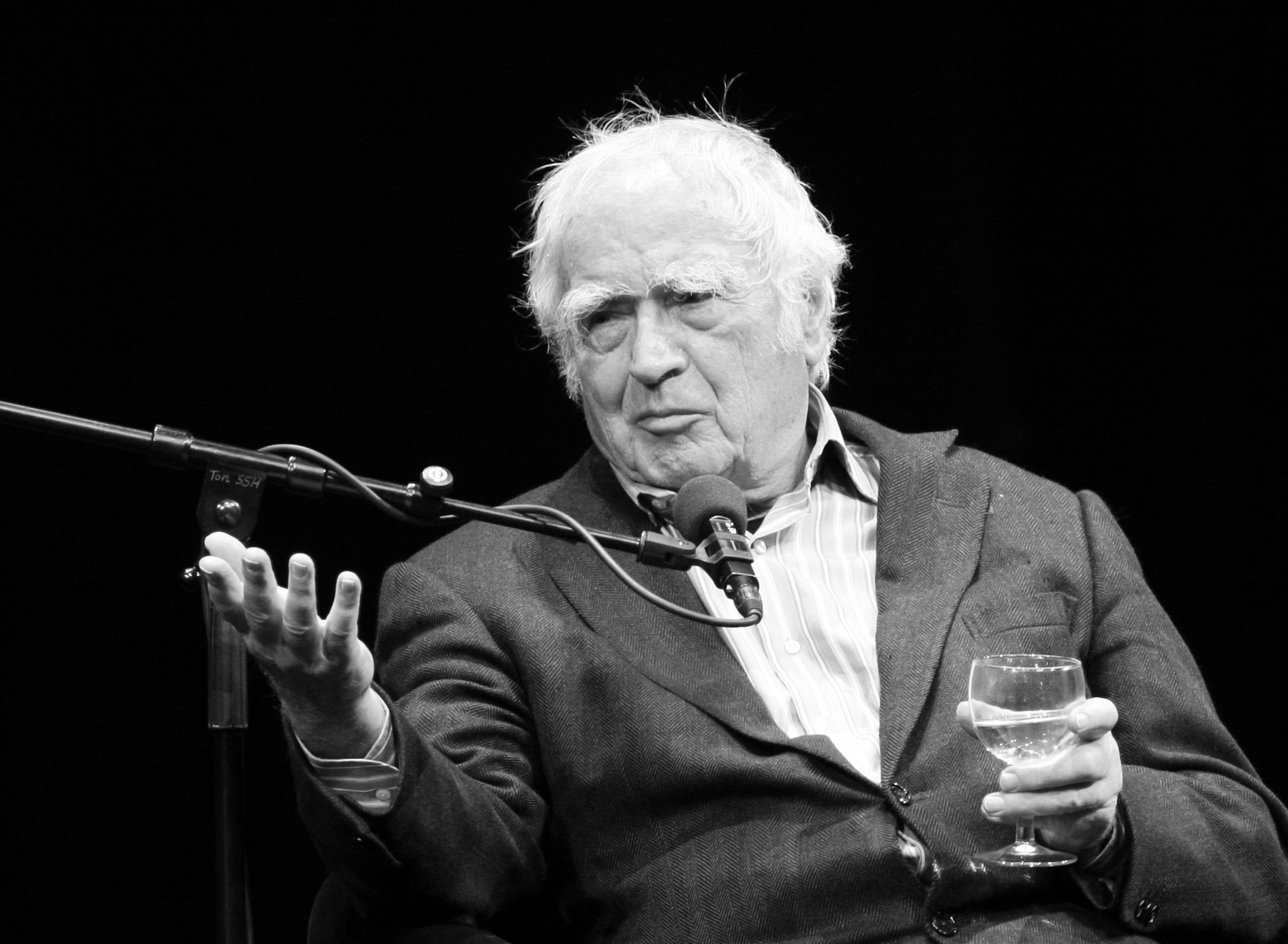
Martin Walser (2010)

- Vormittag eines Schriftstellers. Suhrkamp, Frankfurt am Main 1994, ISBN 3-518-40603-5.
- Finks Krieg. Roman. Suhrkamp, Frankfurt am Main 1996, ISBN 3-518-40791-0.
- Deutsche Sorgen. Suhrkamp, Frankfurt am Main 1997, ISBN 3-518-39158-5.
- Umgang mit Hölderlin. Zwei Reden (= Insel-Bücherei. 1176). Insel, Frankfurt am Main/Leipzig 1998, ISBN 3-458-19176-3.
- mit André Ficus: Heimatlob. Ein Bodensee-Buch mit farbigen Bildern. Insel, Frankfurt am Main/Leipzig 1998, ISBN 3-458-34074-2.
- Ein springender Brunnen. Roman. Suhrkamp, Frankfurt am Main 1998, ISBN 3-518-41010-5.
- Erfahrungen beim Verfassen einer Sonntagsrede. Friedenspreis des Deutschen Buchhandels 1998, Laudatio: Frank Schirrmacher. Suhrkamp, Frankfurt am Main 1998, ISBN 3-518-06550-5.
- Quint Buchholz: Am Wasser. Ein Bilderbuch mit Texten von Johanna und Martin Walser. Sanssouci im Verlag Nagel & Kimche, Zürich 2000, ISBN 3-7254-1170-0.
- Der Lebenslauf der Liebe. Roman. Suhrkamp, Frankfurt am Main 2001, ISBN 3-518-41270-1.
- Tod eines Kritikers. Roman. Suhrkamp, Frankfurt am Main 2002, ISBN 3-518-41378-3. (Platz 1 der Spiegel-Bestsellerliste vom 8. Juli bis zum 11. August 2002)
- Meßmers Reisen. Suhrkamp, Frankfurt am Main 2003, ISBN 3-518-41463-1.
- Der Augenblick der Liebe. Roman. Rowohlt, Reinbek bei Hamburg 2004, ISBN 3-498-07353-2.
- Die Verwaltung des Nichts. Aufsätze. Rowohlt, Reinbek 2004, ISBN 3-498-07354-0.
- Leben und Schreiben. Tagebücher 1951–1962. Rowohlt, Reinbek 2007, ISBN 978-3-499-24427-8.
- Angstblüte. Roman. Rowohlt, Reinbek 2006, ISBN 3-498-07357-5.
- Der Lebensroman des Andreas Beck. Edition Isele, Eggingen 2006, ISBN 3-86142-401-0.
- Das geschundene Tier. Neununddreißig Balladen. Rowohlt, Reinbek 2007, ISBN 978-3-498-07359-6.
- Ein liebender Mann. Roman. Rowohlt, Reinbek 2008, ISBN 978-3-498-07363-3.
- Leben und Schreiben. Tagebücher 1963–1973. Rowohlt, Reinbek 2008, ISBN 978-3-498-07358-9.
- Mein Jenseits. Novelle. Berlin University Press, Berlin 2010, ISBN 978-3-940432-77-3.[47]
- Leben und Schreiben. Tagebücher 1974–1978. Rowohlt, Reinbek 2010, ISBN 978-3-498-07369-5.
- Muttersohn. Roman. Rowohlt, Reinbek, 2011, ISBN 978-3-498-07378-7.
- Meine Lebensreisen. Corso, Hamburg 2012, ISBN 978-3-86260-045-8.
- Über Rechtfertigung, eine Versuchung: Zeugen und Zeugnisse. Rowohlt, Reinbek 2012, ISBN 978-3-498-07381-7.
- Das dreizehnte Kapitel. Rowohlt, Reinbek 2012, ISBN 978-3-498-07382-4.
- Meßmers Momente. Rowohlt, Reinbek 2013, ISBN 978-3-498-07383-1.
- Die Inszenierung. Rowohlt, Reinbek bei Hamburg 2013, ISBN 978-3-498-07384-8 auch als E-Book.
- Shmekendike blumen. Ein Denkmal / A dermonung für Sholem Yankev Abramovitsh. Rowohlt, Reinbek 2014, ISBN 978-3-498-07387-9.
- Schreiben und Leben. Tagebücher 1979–1981. Rowohlt, Reinbek 2014, ISBN 978-3-498-07386-2.
- Ein sterbender Mann. Rowohlt, Reinbek 2016, ISBN 978-3-498-07388-6.
- Statt etwas oder Der letzte Rank. Rowohlt, Reinbek 2017, ISBN 978-3-498-07392-3.
- Ewig aktuell : aus gegebenem Anlass. Rowohlt, Reinbek 2017, ISBN 978-3-498-07393-0.
- mit Jakob Augstein: Das Leben wortwörtlich. Ein Gespräch. Rowohlt, Reinbek 2017, ISBN 978-3-498-00680-8.
- Gar alles oder Briefe an eine unbekannte Geliebte. Rowohlt, Reinbek 2018, ISBN 978-3-498-07400-5.
- Spätdienst. Bekenntnis und Stimmung, mit Arabesken von Alissa Walser. Rowohlt Verlag, Reinbek bei Hamburg 2018. ISBN 978-3-498-07407-4.[48]
- Mädchenleben oder Die Heiligsprechung. Legende. Rowohlt, Hamburg 2019, ISBN 978-3-498-00196-4.
- Sprachlaub oder: Wahr ist, was schön ist, mit Aquarellen von Alissa Walser. Rowohlt Verlag, Hamburg 2021, ISBN 978-3-498-00239-8.[49]
- Das Traumbuch. Postkarten aus dem Schlaf, mit Cornelia Schleime. Rowohlt, Hamburg 2022, ISBN 978-3-498-00319-7.

### Bühnenwerke
- Der Abstecher. Die Zimmerschlacht. (2 Stücke, geschrieben 1961 bzw. 1962/1963/1967). Suhrkamp, Frankfurt am Main 1967 (= es. Band 205).
- Das Sofa. Eine Farce. (geschrieben 1961). Suhrkamp, Frankfurt am Main 1992.
- Eiche und Angora. Eine deutsche Chronik. Suhrkamp, Frankfurt am Main 1962.
- Überlebensgroß Herr Krott! Requiem für einen Unsterblichen. Suhrkamp, Frankfurt am Main 1964 (= es. Band 55).
- Der Schwarze Schwan. Suhrkamp, Frankfurt am Main 1964.
- Die Zimmerschlacht. 1967 (Uraufführung durch Fritz Kortner).
- Wir werden schon noch handeln. (Uraufführung 1968 unter dem Titel Der schwarze Flügel.)
- Ein Kinderspiel. Stück in zwei Akten. Suhrkamp, Frankfurt am Main 1970 (= es. Band 400).
- Aus dem Wortschatz unserer Kämpfe. Szenen. Mit 16 Graphiken von Peer Wolfram. Eremiten-Presse, Stierstadt 1971.
- Das Sauspiel. Szenen aus dem 16. Jahrhundert. Suhrkamp, Frankfurt am Main 1975.
- In Goethes Hand. Szenen aus dem 19. Jahrhundert. Suhrkamp, Frankfurt am Main 1982.
- Ein fliehendes Pferd. Theaterstück. Mitarbeit Ulrich Khuon. Suhrkamp, Frankfurt am Main 1985.
- Die Ohrfeige. Suhrkamp, Frankfurt am Main 1986.
- Nero lässt grüssen oder Selbstporträt des Künstlers als Kaiser: Ein Monodram. Edition Isele, Eggingen 1989.
- Kaschmir in Parching. Szenen aus der Gegenwart... Suhrkamp, Frankfurt am Main 1995.
- Ein liebender Mann. Rowohlt Theaterverlag, Reinbek 2010.[50]

### Sammelausgaben
- Drei Stücke. Eiche und Angora. Überlebensgroß Herr Krott. Der Schwarze Schwan. Mit einem Nachwort von Werner Mittenzwei. Aufbau, Berlin/Weimar 1965.
- 17 Geschichten. Ex Libris, Zürich 1969.
- Gesammelte Stücke. Suhrkamp (st 6), Frankfurt am Main 1971.
- Was zu bezweifeln war. Aufsätze und Reden 1958–1975. Auswahl von Klaus Schuhmann. Aufbau, Berlin/Weimar 1976.
- Gesammelte Geschichten. Suhrkamp (Weißes Programm im 33. Jahr), Frankfurt am Main 1983.
- Stücke. Suhrkamp, Frankfurt am Main 1987.
- Fingerübungen eines Mörders. Zwölf Geschichten (ausgewählt vom Autor). Suhrkamp (st 2324), Frankfurt am Main 1994.
- Zauber und Gegenzauber. Aufsätze und Gedichte. Isele, Eggingen 1994.
- Mit der Schwere spielen. Lesebuch, ausgewählt von Hans Christian Kosler. Suhrkamp, Frankfurt am Main 1995.
- Werke in zwölf Bänden. Hg. v. Helmuth Kiesel. Suhrkamp, Frankfurt am Main 1997.
- Ich vertraue. Querfeldein. Reden und Aufsätze. Suhrkamp, Frankfurt am Main 2000.
- Die großen Romane. 6 Bände. Suhrkamp, Frankfurt am Main 2002.
- Ewig aktuell – Aus gegebenem Anlass. Rowohlt, Reinbek bei Hamburg 2017. Herausgegeben und mit einem Nachwort versehen von Thekla Chabbi

### Erzählungen
- Selbstporträt als Kriminalroman. S. 270, Aus: Martin Walser, Werke in zwölf Bänden. Band 8, Prosa. Hg. Helmuth Kiesel, Frank Barsch. Suhrkamp Verlag, Frankfurt am Main 1997

### Briefwechsel
- Maria Menz: Briefe – Band I. Briefwechsel mit Martin Walser. Isele, Eggingen 2005, ISBN 3-86142-362-6.

### Herausgaben
- Vorzeichen. 2 Bände. Suhrkamp, Frankfurt am Main 1962–1963.

## Hörspiele
- 1952 Die Dummen. Regie: Cläre Schimmel. SDR 1952.
- 1953 Kantaten auf der Kellertreppe – die niemand hören will. Regie: Cläre Schimmel. SDR 1953.
- 1954 Die Zuschauer. Regie: Oskar Nitschke. SDR 1954.
- 1961 Totentanz von Wolfgang Weyrauch. Regie: Martin Walser. BR/NDR 1961.
- 1977 Ein grenzenloser Nachmittag. Regie: Günter Bommert. SWF 1977.
- 1978 Säntis. Regie: Alf Brustellin. WDR/BR/SWF 1978.
- 1986 Ein fliehendes Pferd. Dramaturgie: Karl Karst, Regie: Martin Walser. BR 1986.
- 1986 Nero lässt grüßen oder: Selbstporträt des Künstlers als Kaiser. Dramaturgie: Karl Karst, Regie: Martin Walser. BR 1986.

## Preise und Ehrungen

### Auszeichnungen und Preise
- 1955: Preis der Gruppe 47
- 1957: Erster Hermann-Hesse-Preis[51]
- 1962: Gerhart-Hauptmann-Preis[52]

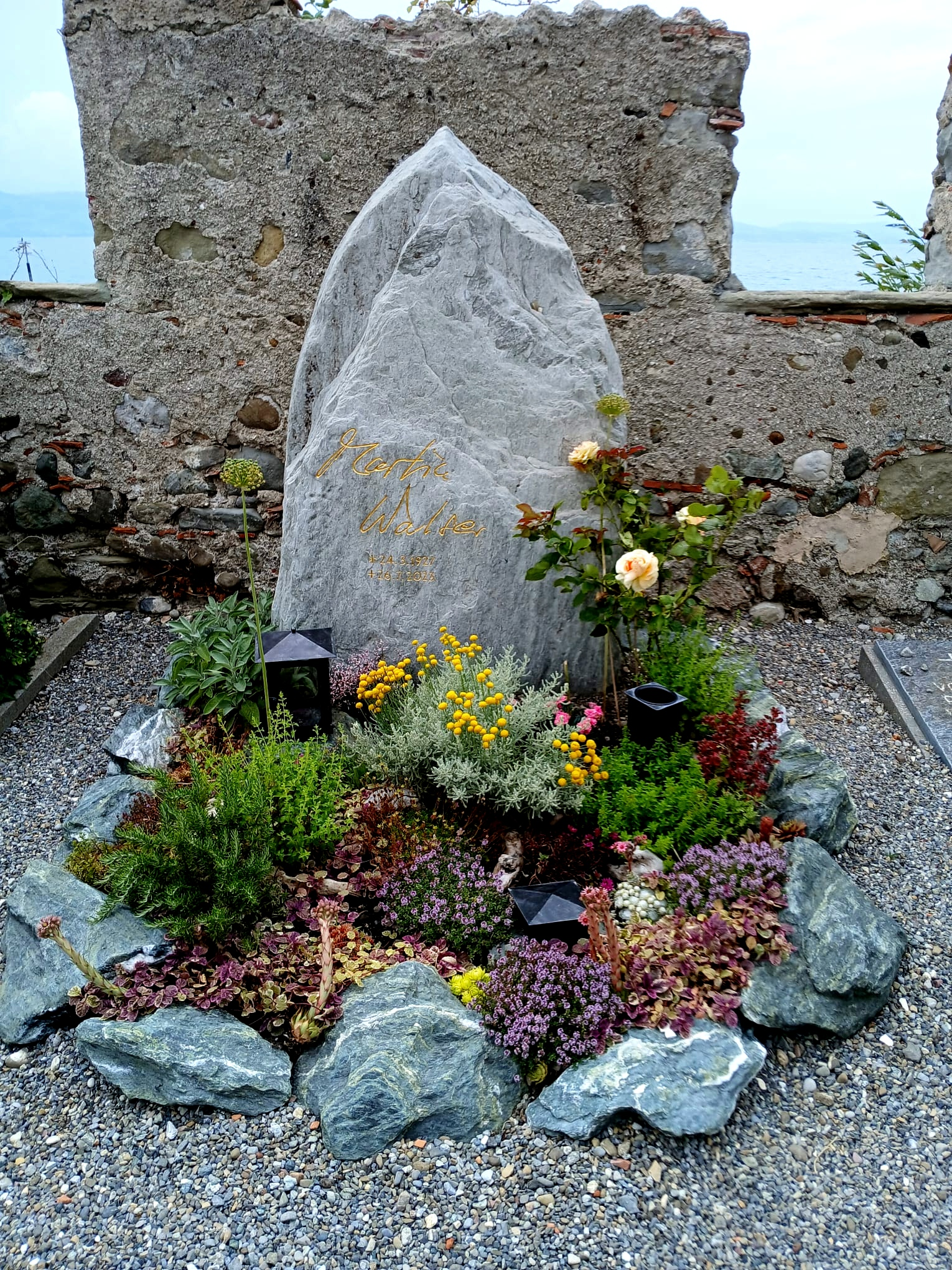
Das Grabmal von Martin Walser in Wasserburg am Bodensee, ein Splügener Monolith mit Walsers Unterschrift.

- 1965: Schiller-Gedächtnispreis (Förderpreis) des Landes Baden-Württemberg
- 1967: Bodensee-Literaturpreis der Stadt Überlingen
- 1980: Schiller-Gedächtnispreis des Landes Baden-Württemberg[53]
- 1980: Verdienstmedaille des Landes Baden-Württemberg
- 1980: Heinrich-Heine-Plakette (Düsseldorf)
- 1980/81: Poetikvorlesung an der Universität Frankfurt am Main[54]
- 1981: Georg-Büchner-Preis der Deutschen Akademie für Sprache und Dichtung
- 1981: Ehrengabe der Heinrich-Heine-Gesellschaft
- 1984: Ehrenbürgerschaft seiner Heimatgemeinde Wasserburg am Bodensee[55]
- 1987: Großes Verdienstkreuz der Bundesrepublik Deutschland
- 1990: Großer Literaturpreis der Bayerischen Akademie der Schönen Künste
- 1990: Carl-Zuckmayer-Medaille
- 1990: Ricarda-Huch-Preis
- 1992: Friedrich-Schiedel-Literaturpreis
- 1992: Aufnahme in den Orden Pour le mérite für Wissenschaft und Künste[56][57]
- 1993: Franz-Nabl-Preis
- 1994: Großes Verdienstkreuz mit Stern der Bundesrepublik Deutschland
- 1994: Dolf-Sternberger-Preis
- 1995: Bayerischer Maximiliansorden für Wissenschaft und Kunst
- 1995: Friedrich-Hölderlin-Preis der Stadt Bad Homburg[58]
- 1997: Wilhelm-Heinse-Medaille der Akademie der Wissenschaften und der Literatur in Mainz[59]
- 1998: Friedenspreis des deutschen Buchhandels[60]
- 1999: Autor des Jahres 1998 (Wahl durch die deutschen Buchhändler)
- 2002: Julius-Campe-Preis
- 2002: Alemannischer Literaturpreis[61]
- 2005: Oberschwäbischer Kunstpreis
- 2006: Finalist für den Deutschen Buchpreis: Angstblüte
- 2008: Corine-Ehrenpreis des Bayerischen Ministerpräsidenten, für sein Lebenswerk
- 2009: Weishanhu-Preis vom The People’s Literature Publishing House China[62]
- 2010: Preis der Deutschen Gesellschaft e. V. für Verdienste um die deutsche und europäische Vereinigung.[63]

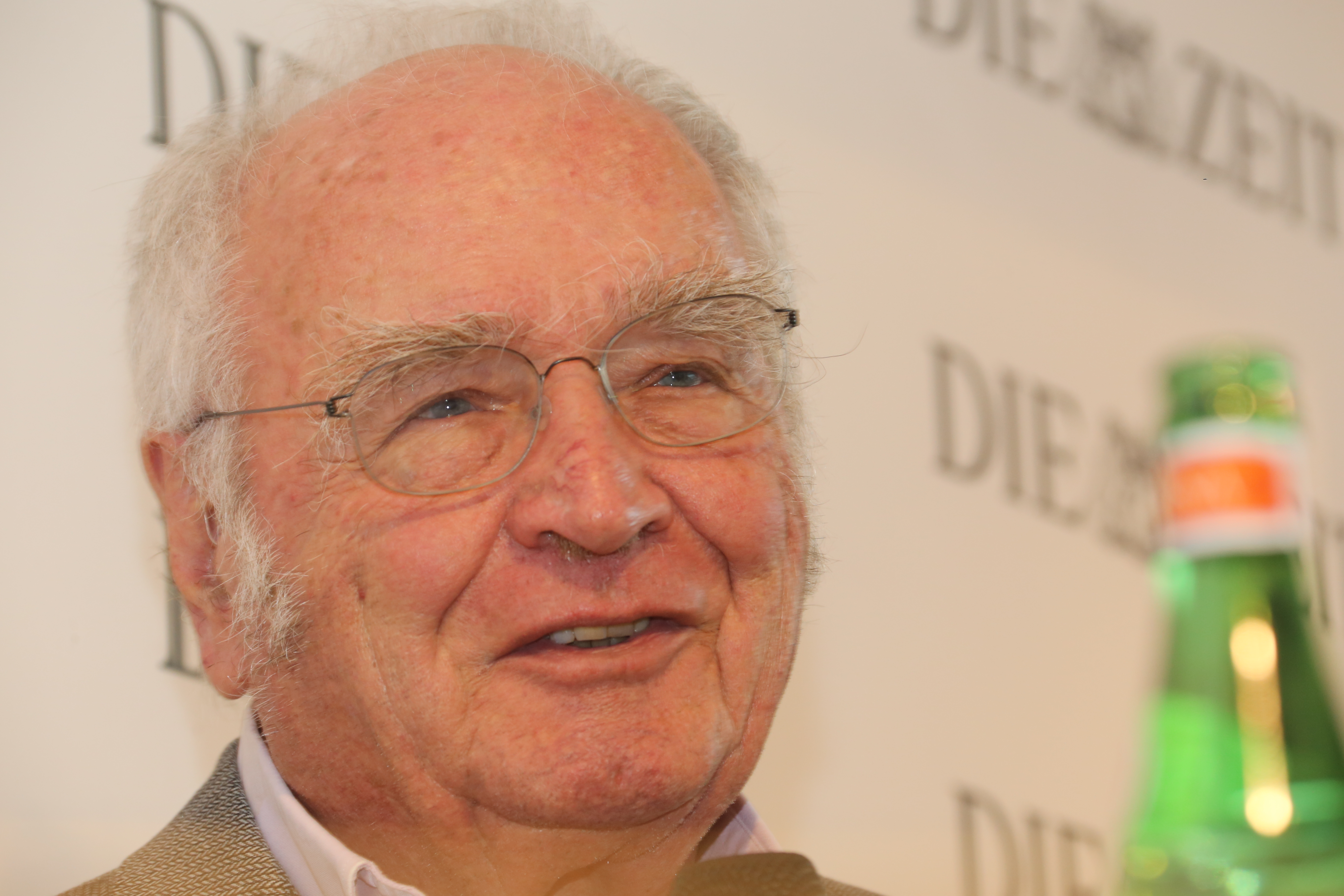
Martin Walser (2014)

- 2015: Internationaler Friedrich-Nietzsche-Preis für sein Lebenswerk[64]

### Ehrendoktorate (Dr. phil. h. c.)
- 1983: Ehrendoktorwürde der Universität Konstanz
- 1994: Ehrendoktorwürde der Technischen Universität Dresden
- 1995: Ehrendoktorwürde der Universität Hildesheim
- 1998: Ehrendoktorwürde der Katholischen Universität Brüssel
- 2013: Ehrendoktorwürde der Universität Thessalien

## Hörbücher
- Martin Walser liest „Die Verteidigung der Kindheit“. (MC), Suhrkamp, Frankfurt am Main 1991, ISBN 3-518-09820-9.
- Des Lesers Selbstverständnis. Ein Bericht und eine Behauptung. (MC), Edition Isele, Eggingen 1994, ISBN 3-86142-035-X.
- Kantaten, aggressive Lieder und frühe Hörspiele. (2 MCs), Edition Isele, Eggingen 1997, ISBN 3-86142-082-1.
- In Goethes Hand. Szenen aus dem 19. Jahrhundert. (2 MCs), Noa Noa, München 1999, ISBN 3-932929-15-2.
  - als CD: Noa Noa, München 2006, ISBN 3-932929-62-4.
- Über die Schüchternheit. Ein Versuch. (MC), Edition Isele, Eggingen 2000, ISBN 3-86142-175-5.
- Erfahrungen beim Verfassen einer Sonntagsrede. (MC), Edition Isele, Eggingen 2001, ISBN 3-86142-219-0.
- Alexander und Annette. Ein innerer Monolog. (MC), Edition Isele, Eggingen 2001, ISBN 3-86142-221-2.
- Meßmers Reisen / Meßmers Gedanken. (2 CDs), Hoffmann und Campe, Hamburg 2004, ISBN 3-455-30354-4.
- Der Augenblick der Liebe. (7 CDs), Hoffmann und Campe, Hamburg 2004, ISBN 3-455-30376-5.
- Die Verwaltung des Nichts. (2 CDs), Hoffmann und Campe, Hamburg 2005, ISBN 3-455-30384-6.
- Angstblüte. (5 CDs), Hoffmann und Campe, Hamburg 2006, ISBN 3-455-30092-8.
- Mein Schiller. Lesung und Gespräch mit Martin Walser und Dieter Borchmeyer (CD), Langen-Müller, München 2006, ISBN 3-7844-4073-8.
- Unglücksglück & Das geschundene Tier. (CD), Hoffmann und Campe, Hamburg 2007, ISBN 978-3-455-30519-7.
- Muttersohn. (8 CDs gelesen von Martin Walser, 550 Min.), Argon Verlag, Berlin 2011, ISBN 978-3-8398-1103-0.

Zusammen mit Günter Grass:
- Ein Gespräch über Deutschland. (MC), Edition Isele, Eggingen 1995, ISBN 3-86142-044-9.
- Zweites Gespräch über Deutschland. (MC), Edition Isele, Eggingen 1999, ISBN 3-86142-167-4.

## Verfilmungen
Zum 1972 erschienenen deutschen Filmdrama Das Unheil von Peter Fleischmann schrieb Walser gemeinsam mit dem Regisseur das Drehbuch und verfasste die Dialoge.
1978 verfilmte der österreichische Regisseur Peter Patzak Das Einhorn mit Peter Vogel und Gila von Weitershausen als Ehepaar Kristlein.
Der dritte und letzte Teil der Anselm-Kristlein-Trilogie Der Sturz wurde 1979 von Alf Brustellin mit Franz Buchrieser, Hannelore Elsner, Wolfgang Kieling, Kurt Raab und Kurt Weinzierl als Darstellern verfilmt.
Ein fliehendes Pferd wurde zweimal verfilmt, zuerst 1984 als Fernsehfilm unter der Regie von Peter Beauvais und nach einem Drehbuch von Ulrich Plenzdorf. 2007 kam eine Neuverfilmung mit Regisseur Rainer Kaufmann und den Darstellern Ulrich Noethen als Helmut, Ulrich Tukur als Klaus, Katja Riemann als Sabine und Petra Schmidt-Schaller als Hel in die Kinos.
Vitus Zeplichal spielte Tassilo S. Grübel 1986 im Fernsehfilm Alles aus Liebe (Regie: Rainer Boldt), Bruno Ganz spielte Tassilo S. Grübel in der sechsteiligen Fernsehserie Tassilo – Ein Fall für sich (1991).
Gemeinsam mit Asta Scheib schrieb Walser das Drehbuch zu der 1989 gesendeten Tatort-Folge Armer Nanosh. Das Buch erschien im gleichen Jahr als Kriminalroman.
Anlässlich seines achtzigsten Geburtstags sendete das ZDF im März 2007 eine Fernsehverfilmung seines Romans Ohne einander. Seine Tochter Franziska spielte die Hauptrolle, Diethard Klante führte Regie.